# Tết Nguyên Đán

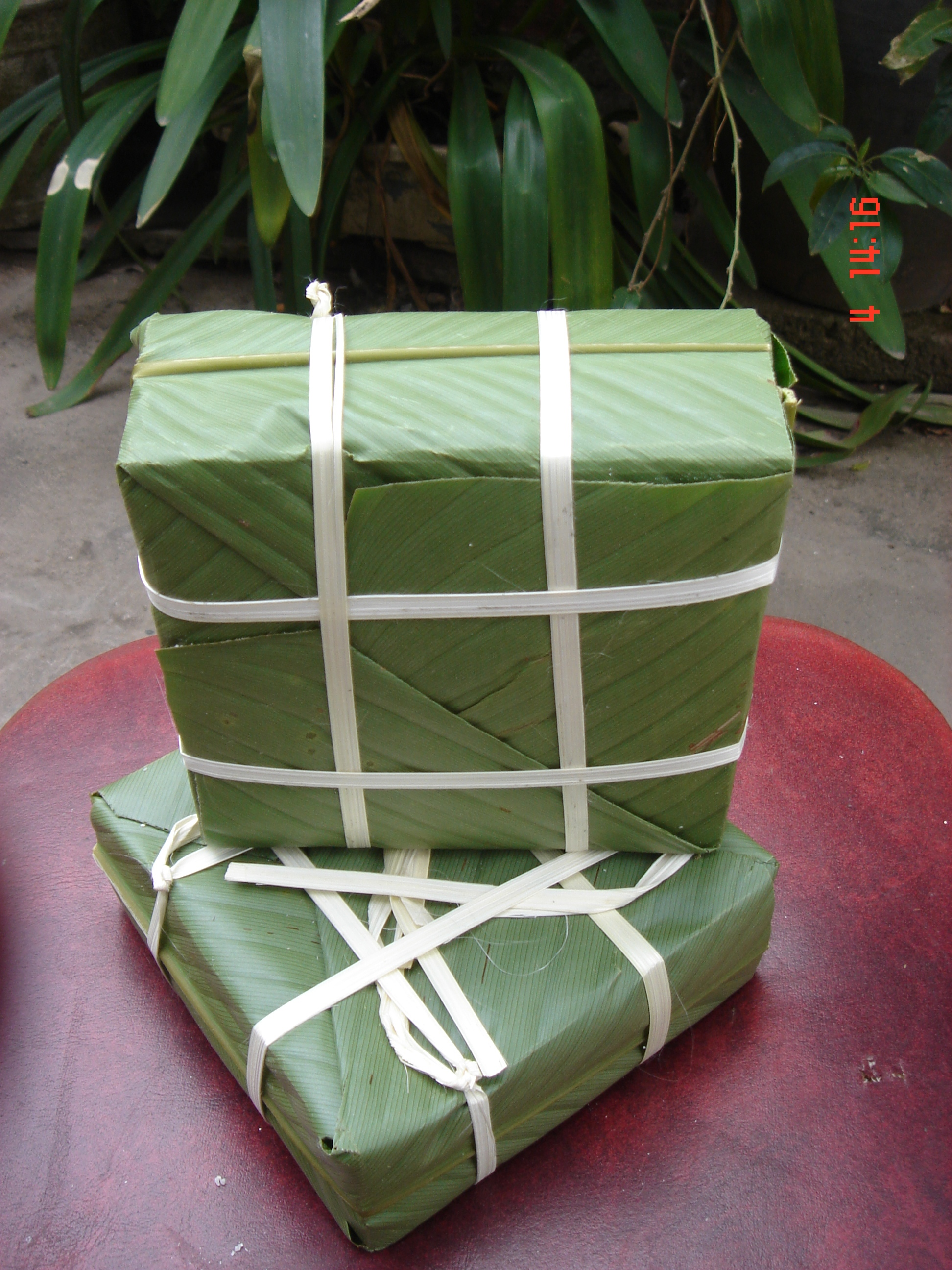
Banh Chung

Tết Nguyên Đán is het belangrijkste feest van Vietnam, waarmee de komst van het nieuwe jaar en de lente gevierd wordt, gebaseerd op de maankalender. Het valt meestal in januari of februari. Het feest duurt drie dagen.
Een maand eerder bereidt iedereen het feest alvast voor. Tijdens de feesttijd worden de huizen versierd, wordt vuurwerk afgestoken en zijn er draken- en leeuwendansen en feestelijke markten. Bij het familiealtaar worden aan de voorouders offers gebracht. Kinderen krijgen cadeautjes en nieuwe kleren en zogenaamd 'gelukkig geld': geld in een rood, mooi versierd zakje, dat de kinderen krijgen nadat zij voor hun voorouders een wens hebben gedaan. Verder wordt veel eten bereid en komen families bij elkaar eten. Het belangrijkste gerecht is banh chung, een soort pastei van vlees en bonen, gewikkeld in een bananenblad.